# Decaryochloa
Decaryochloa  A.Camus é um género botânico pertencente à família Poaceae, subfamília Bambusoideae, tribo Bambuseae.
O gênero apresenta uma única espécie. É endêmica em Madagascar.

## Espécie
- Decaryochloa diadelpha  A.Camus